# Soós László (író)
Soós László (Szovátafürdő, 1913. július 21. – Budapest, 1994. január 23.) író, kritikus, filmesztéta.

## Élete
1931-ben érettségizett Budapesten, majd tisztviselő a Fővárosi Hirdető Vállalatnál, később sportnevelő volt.
1945-ben élő folyóiratot szervezett Jankovich Ferenccel, Magvető címmel, két évig vidéki városokban, falvakban léptek fel.
1947-1949 között újságíró, a Magyar Rádió filmkritikusa volt. 1949-ben koholt vádak alapján letartóztatták, három évet töltött börtönben. Szabadulása után segédmunkás, alkalmi munkákból élt. 1954-ben az Újítók Lapjánál helyezkedett el, majd  a Sportélet munkatársa lett. 1962-től szellemi szabadfoglalkozású. 23 év késéssel megjelent Fehér Pázsit (1983) c. regényében élményei alapján örökítette meg egy értelmiségi nemzedék háborús hányattatásait.
Első novellája 1937-ben jelent meg Kassák Lajos Munka c. folyóiratában.Tanulmányait, esszéit, filmesztétikai írásait elbeszéléseit számos irodalmi folyóirat közölte (Nyugat, Magyar csillag, Tükör, Napkelet, Diárium, Vigília, Élet, Nagyvilág).

## Művei
- Az Almieri trió (regény az artisták életéből) 1938. 
  - 1957-ben Trapéz címmel újra kiadták.
- Kormorán (az első magyar regény a repülésről) 1939.
- Tengerek kalandorai (a kalózkodás regényes története) 1942.
- Fehér pázsit 1983.

## Magyar Rádió
- Kemény Egon–Ignácz Rózsa–Soós László–Ambrózy Ágoston: „Hatvani diákjai” (1955) Rádiódaljáték 2 részben. Szereplők: Hatvani professzor – Bessenyei Ferenc, Kerekes Máté – Simándy József, női főszerepben: Petress Zsuzsa, további szereplők: Mezey Mária, Tompa Sándor, Páloczi Horváth Ádám: Sinkovits Imre, Naszályossy – Zenthe Ferenc, Bende Zsolt, Horváth Tivadar, Kovács Károly, Hadics László, Gózon Gyula, Csákányi László, Dénes György és mások. Zenei rendező: Ruitner Sándor. Rendező: Molnár Mihály és Szécsi Ferenc. A Magyar Rádió (64 tagú) Szimfonikus Zenekarát Lehel György vezényelte, közreműködött a Földényi-kórus 40 tagú férfikara. 2019 – Kemény Egon kétszeres Erkel Ferenc-díjas zeneszerző halálának 50. évfordulója esztendejében CD-újdonságként jelentek meg a „Hatvani diákjai” és a „Komáromi farsang” című daljátékai eredeti rádió-hangfelvételeinek (1955, 1957) digitalizált (2019) dupla-albumai. kemenyegon.hu